# Les Genevez
Les Genevez is een gemeente en plaats in het Zwitserse kanton Jura, en maakt deel uit van het district Franches-Montagnes.
Les Genevez telt 511 inwoners.